# Rhizopsammia

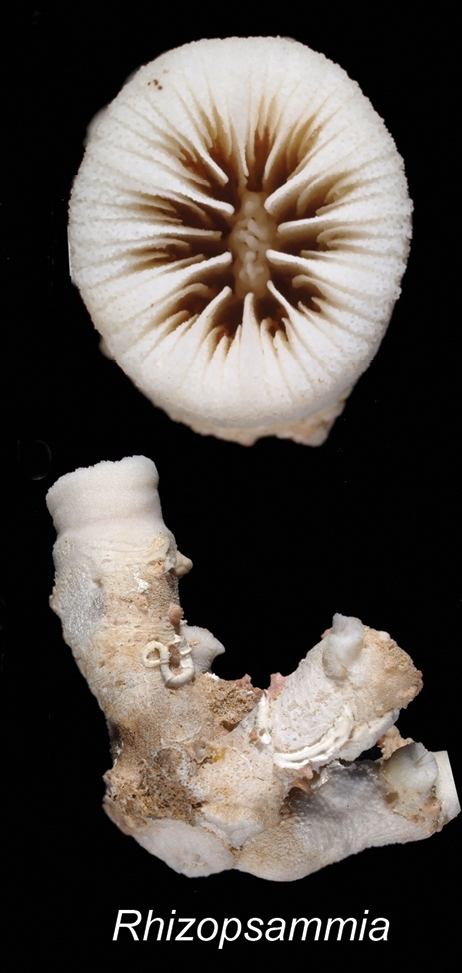
Vista calicular y del corallum de Rhizopsammia.

Rhizopsammia es un género de corales perteneciente a la familia  Dendrophylliidae, orden Scleractinia. 
Posee esqueleto externo compuesto de carbonato cálcico, aunque no es un coral hermatípico, por lo que no contribuye a la generación de nuevos arrecifes en la naturaleza.

## Especies
El Registro Mundial de Especies Marinas acepta las siguientes especies, valorando la UICN una de ellas que actualmente puede encontrarse extinta:
- Rhizopsammia annae. (van der Horst, 1933)
- Rhizopsammia bermudensis. Wells, 1972
- Rhizopsammia compacta. Sheppard & Sheppard, 1991
- Rhizopsammia goesi. (Lindström, 1877)
- Rhizopsammia minuta. van der Horst, 1922
- Rhizopsammia nuda. van der Horst, 1926
- Rhizopsammia pulchra. Verrill, 1870
- Rhizopsammia verrilli. van der Horst, 1922
- Rhizopsammia wellingtoni. Wells, 1982. Estado: Críticamente amenazada A2a; B1ab(i)+2ab(i) ver 3.1
- Rhizopsammia wettsteini. Scheer & Pillai, 1983

## Morfología
Es un coral colonial, y la colonia consiste en pocos coralitos, o esqueletos individuales, que se generan a partir del primero mediante reproducción extratentacular y por medio de estolones de unos 3 mm de diámetro. Los coralitos, de forma oval o ceratoide, tienen unos 11 mm de diámetro calicular y unos 15 mm de alto. Carecen de lóbulos paliformes y tienen la columela rudimentaria. Los septos están dispuestos hexameralmente en 4 o 5 ciclos.
Los tentáculos de sus pólipos presentan dos tipos de células urticantes, denominadas nematocistos y spirocistos, empleadas en la caza de presas de zooplancton. El color de los pólipos es amarillo, naranja, salmón o rosa.

## Alimentación
Las especies son asimbióticas, pues no contienen zooxantelas. Se alimentan exclusivamente del plancton que capturan con sus tentáculos durante la noche, y de materia orgánica disuelta en el agua. 

## Reproducción
En la reproducción sexual producen larvas pelágicas nadadoras. Una vez eyectadas al exterior, las larvas deambulan por la columna de agua, arrastradas por las corrientes, antes de metamorfosearse en pólipos que se adhieren al sustrato y generan un esqueleto, comenzando su vida sésil. La reproducción asexual es extratentacular y por estolones.

## Hábitat y distribución
Se distribuye en aguas tropicales y templadas de los océanos Atlántico e Indo-Pacífico.
Profundidad: de 1.5 a 291 m. Rango de temperaturas: entre 12.59 y 28.30 °C.
Suele encontrarse en montañas y lomas marinas, adherido a rocas o esqueletos de corales.